# Jade Goody
Jade Cerisa Lorraine Goody (5. juni 1981 – 22. marts 2009) var en britisk kendis. Hun blev kendt under den engelske Big Brother-serie i 2002, en optræden som førte til at hun fik egne tv-programmer. 
I januar 2007 var hun deltager i kendisens Big Brother. Her blev hun blev anklaget for racistisk mobning mod den indiske skuespillerinde Shilpa Shetty. Dette førte til at hun blev smidt ud af showet. Hun har senere beklaget sin opførsel.
I august 2008 dukkede hun op i den indiske version af Big Brother, Bigg Boss, men hun måtte trække sig tidligt fra showet da det blev opdaget at hun havde livmoderhalskræft. Hun giftede sig med Jack Tweed 22. februar 2009. Da hun giftede sig, vidste hun, at hun havde meget kort tid tilbage at leve i. Hun døde den 22. marts 2009.